# Koorchalomella oryzae
Koorchalomella oryzae är en svampart som beskrevs av Chona, Munjal & J.N. Kapoor 1958. Koorchalomella oryzae ingår i släktet Koorchalomella, divisionen sporsäcksvampar och riket svampar.   Inga underarter finns listade i Catalogue of Life.